# Magda Roger
Magda Roger, en ocasiones también conocida como Magda Rotger fue una actriz española.

## Trayectoria profesional
Sus inicios artísticos se remontan a los años previos a la Guerra civil española, a la década de 1930 y ya en 1935 pudo compartir escenario con figuras consagradas del teatro como Lola Membrives, en cuya compañía llega a interpretar La zapatera prodigiosa, de Federico García Lorca. Tras la contienda, se integra en la compañía de María Guerrero López. Desarrollo una sólida carrera sobre las tablas, habitualmente en papeles de reparto a lo largo de 3 décadas compartiendo cartel con intérpretes de la talla de Ismael Merlo, María Asquerino o Adolfo Marsillach.
Con la llegada de la televisión a España, se prodigó con frecuencia en el medio durante la década de 1960 y primera mitad de los 70.
Por el contrario su paso por la gran pantalla fue meramente testimonial, contando su filmografía con apenas unos pocos títulos: Fantasía 3 (1966) de Eloy de la Iglesia, No disponible (1968) de Pedro Mario Herrero, No somos de piedra (1968), de Manuel Summers y Ligeramente viudas (1976), de Javier Aguirre.

## Teatro
- La zapatera prodigiosa (1935), de Federico García Lorca
- La casa del olvido (1935), de Luis Fernández de Sevilla
- Doña María la Brava (1944), de Eduardo Marquina[4]
- El huracán (1944), de Luis Fernández Ardavín[5]
- La niña boba (1945), de Félix Lope de Vega y Carpio
- Paulina se escapa (1946), de Luis Fernández Ardavín
- Gran Mundo (1946), de Leandro Navarro
- El velo de oro (1946), de Enrique Osete
- El viejo y las niñas (1950), de José María Pemán
- Cualquiera lo sabe (1950), de Jacinto Benavente
- El fiscal y la acusada (1951), de Alfredo Sutro
- Legítima defensa (1953), de Paolo Leví
- Electra (1954), de José María Pemán
- Milagro (1956), de Nicolas Manzari
- El comprador de horas (1959), de Jacques Deval
- Tengo un millón (1960), de Víctor Ruiz Iriarte
- El tintero (1961), de Carlos Muñiz
- En la red (1961), de Alfonso Sastre
- Vestir al desnudo (1961), de Luigi Pirandello
- Micaela (1962), de Joaquín Calvo Sotelo
- El precio de los sueños (1966), de Carlos Muñiz
- La piedad de noviembre (1966), de Franco Brusati
- Don José, Pepe y Pepito (1971), de Juan Ignacio Luca de Tena
- La visita inesperada (1972), de Agatha Christie
- Los peces rojos (1973), de Jean Anouilh

## Televisión
- El teatro  
  - Hay una luz sobre la cama (1974)
- Novela 
  - El secreto (1974)
  - El Conde Fernán González (1971)
  - Los miserables (1971)
  - Juanita la Larga (1971)
  - La pequeña Dorrit  (1971)
  - Amalia  (1970)
  - Eugenia Grandet  (1969)
  - Marieta y su familia (1969)
  - El rayo de luna  (1969)
  - Emma (1967)
  - Marianela (1965)
  - La pequeña Dorrit (1965)
  - Tengo un millón (1964)
  - El pueblo olvidado (1964)
  - La mentira es peligrosa (1964)
  - El hombre del cuadro (1964)
  - Misión especial (1964)
  - Si me confundirán contigo (1963)
- Juan y Manuela  (1974)
- Estudio 1 
  - Los galeotes (1974)
  - Teresa de Jesús (1973)
  - Enriqueta sí, Enriqueta no (1973)
  - Diálogos de carmelitas (1973)
  - La venganza de Don Mendo (1972)
  - Historia de una escalera (1971)
  - La Santa Hermandad (1970)
  - Esta noche es la víspera (1970)
  - Jazz (1970)
  - De profesión sospechoso (1969)
  - El abuelo (1969)
  - ¡Sublime decisión! (1968)
  - Los árboles mueren de pie (1966)
- Si yo fuera rico 
  - Si yo fuera cantante (1974)
- Tres eran tres  (1972)
- Las doce caras de Eva 
  - Acuario (1972)
  - Aries (1971)
- Teatro breve  
  - La voz en el vaso (1971)
- Del dicho al hecho 
  - Muerto al burro, la cebada al rabo (1971)
- Las tentaciones  
  - El invierno que viene (1970)
- Bajo el mismo techo  
  - Flores para la señora (1970)
- Páginas sueltas
  - El club de los corazones antiguos (1970)
- Al filo de lo imposible 
  - El último hilo (1970)
- Fábulas  
  - La alforja  (1970)
  - La gata mujer (1968)
  - El parto de los montes (1968)
  - Los gatos escrupulosos (1968)
- Gigantes y cabezudos (1968)
- La risa española  
  - El orgullo de Albacete (1969)
- Pequeño estudio  
  - Raquel en octubre (1969)
- Teatro de siempre  
  - Los verdes campos del Edén (1969)
- El premio  
  - Un premio en el café (1968)
- Pablo y Virginia 
  - Digaselo con flores (1968)
- Las 12 caras de Juan 
  - Leo (1967)
  - Sagitario (1967)
- Tiempo y hora 
  - Ustedes los jóvenes (1966)
  - Por Culpa De Nadie (1966)
- Habitación 508 
  - El bikini (1966)
- Primera fila 
  - Don José, Pepe y Pepito (1965)
  - Peribáñez y el Comendador de Ocaña (1964)
- El Séneca 
  - El Seneca y La Fantasia (1965)
  - El Seneca y La Distinción (1964)
- Fernández, punto y coma  (1964)
- Teatro de familia  
  - Diálogos de Nochevieja (1963)